# Cole Hocker
Cole Hocker, född 6 juni 2001, är en amerikansk friidrottare som tävlar i medel- och långdistanslöpning.
Hocker kom på en sjätte plats på 1 500 meter vid OS 2020. Vid inomhusvärldsmästerskapen i friidrott 2024 tog han silver på samma distans.
Hocker tog överraskande guld på 1500 m vid de olympiska sommarspelen 2024. Efter att norrmannen Jakob Ingebrigtsen dragit upp ett hårt tempo så kom Hocker starkt på slutet och spurtade om Josh Kerr på insidan. Hocker vann på nytt olympiskt rekord 3.27,65, nästan tre sekunder bättre än sitt tidigare personbästa på distansen. 